# Birgitz
Birgitz è un comune austriaco di 1 386 abitanti nel distretto di Innsbruck-Land, in Tirolo. Si trova ai piedi del Kalkkögel.